# Westerburg

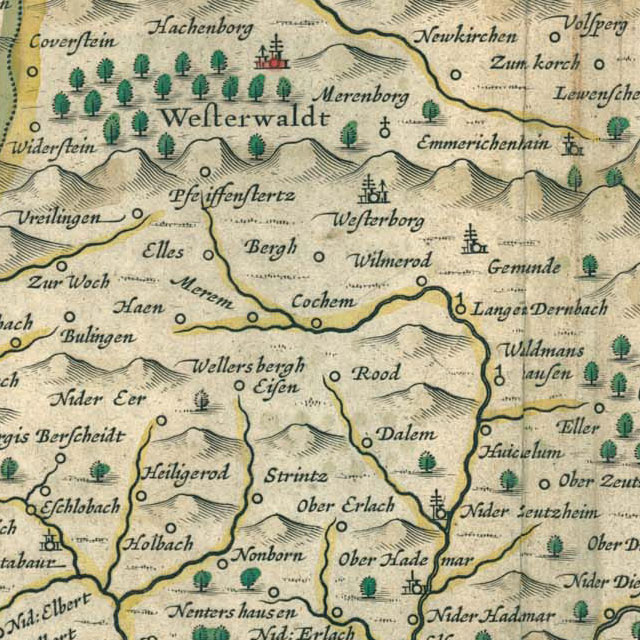
Westerburg (Westerborg) in einem Auszug aus der Nassovia Comitatus, Kupferstich, gestochen von Salomon Rogiers, verlegt bei Blaeu, vermutlich 1641

Westerburg ist eine Stadt im Westerwaldkreis in Rheinland-Pfalz. Sie ist Verwaltungssitz der Verbandsgemeinde Westerburg, der sie angehört. Westerburg ist gemäß Landesplanung als Mittelzentrum ausgewiesen.

## Geographie

### Geographische Lage
Westerburg befindet sich im Oberen Westerwald im Nordosten von Rheinland-Pfalz und ist nur wenige Kilometer von der Grenze zu Hessen entfernt. Das Zentrum der Stadt liegt im Tal des Schafbachs, das den Schlossberg mit der alten Oberstadt und dem Schloss umgibt. In der Nähe des Marktplatzes fließt der Hülsbach in den Schafbach.

### Stadtgliederung
Zur Stadt Westerburg gehören die 1969 eingemeindeten Stadtteile Gershasen, Wengenroth und Sainscheid.

### Nachbarorte
An die Stadt grenzen im Uhrzeigersinn die Ortsgemeinden Halbs, Hergenroth und Stahlhofen am Wiesensee im Norden, Winnen im Nordosten, Gemünden im Osten, Berzhahn im Südosten, Willmenrod, Weltersburg und Guckheim im Süden, Kölbingen und Brandscheid im Westen sowie Langenhahn und Ailertchen im Nordwesten.

### Klima
Der Jahresniederschlag beträgt 1097 mm.

## Geschichte
Erste Zeugnisse der Siedlung von Menschen in Westerburg sind Urnen, die auf Feuerbestattungen um 700 v. Chr. hinweisen.
Die erste urkundliche Erwähnung des Stadtteils Wengenroth datiert auf den 9. November 879, als Graf Gebhard im Lahngau hier Güter dem Stift St. Severus in Gemünden schenkte.
Die erste Nennung von Westerburg selbst in einer Urkunde war im Jahr 1209, in der Siegfried III. von Runkel „Von Runkel und Westerburg“ genannt wird. Unklar ist, ob Siegfried erst zu dieser Zeit durch seine Heirat mit einer Gräfin aus dem Hause der Leininger Westerburg erwarb oder ob der Besitz bereits früher als Erbe der Konradiner an das Haus Runkel gekommen war. Zwei seiner Söhne beerbten ihn: Siegfried IV. von Runkel, der in Westerburg residierte, und Dietrich I. von Runkel, der in Runkel saß. Familienstreitigkeiten begannen um 1250 und führten unter Siegfrieds Enkeln spätestens im Jahre 1288 zur endgültigen Trennung der Herrschaft Westerburg von der Herrschaft Runkel. Dietrichs Sohn Siegfried V. von Runkel verdrängte seinen Vetter Heinrich aus Runkel, und dieser, ein Sohn Siegfrieds IV., nannte sich fortan Heinrich I. von Westerburg. Von einer Ansiedlung neben der Burg ist erstmals 1270 ausdrücklich die Rede.

### Stadtwerdung
Am 7. Juli 1292 wurde Westerburg durch König Adolf gleichzeitig mit Wetzlar zur Stadt erhoben. Zugleich verfügte Adolf für beide Städte das gleiche Stadtrecht. 1303 wurde ein Schöffengericht in der Stadt genehmigt. Später versahen diese Schöffen, deren Zahl sich bald auf acht festsetzte, abwechselnd das Amt des Bürgermeisters. Spätestens 1304 gab es zumindest einzelne Befestigungsanlagen. Später wurde die Siedlung unterteilt: in den „Oberflecken“ innerhalb des vor 1400 geschlossenen Mauerrings und den nicht ummauerten „Unterflecken“. Im Oberflecken sind 20 Burgmannenhäuser aus Urkunden, nicht jedoch archäologisch nachgewiesen. Für 1514 wird ein erstes Bürgerhaus erwähnt, für 1560 ein Neubau. Für 1630 ist ein Gefängnis verbürgt.

### Brände
1448, 1550, 1641 und 1797 kam es zu verheerenden Bränden der Stadt. Nach der Vereinigung der Grafschaft Leiningen-Dagsburg mit der Herrschaft Westerburg im Jahre 1467 verlegte Reinhard IV. von Westerburg, der sich ab 1481 Graf Reinhard I. zu Leiningen-Westerburg nannte, seinen Sitz in die Leininger Grafschaft. Erst ab 1557 war Westerburg dann wieder Sitz von Nebenlinien des sich wiederholt aufspaltenden Hauses der Leininger bzw. des Familienzweiges Leiningen-Westerburg. Die Westerburger Bürger verfügten über mehrere Privilegien, insbesondere die Halsgerichtsbarkeit an ihrem Schöffengericht. Darüber, über Steuerprivilegien und die Anlage herrschaftlicher Wirtschaftshöfe rund um die Stadt kam es immer wieder zu Auseinandersetzungen mit der jeweiligen Herrschaft. Mit den Stadtrechten ging nur eine verhaltene Entwicklung der Siedlung einher, was vor allem auf die Lage abseits wichtiger Handelsstraßen zurückzuführen ist. Deshalb sank Westerburg im Verlauf der frühen Neuzeit zum Flecken herab. 1806 wurde Westerburg Teil des Großherzogtums Berg. 1813 fiel die Stadt noch einmal an Nassau-Oranien, 1815 aber an das Herzogtum Nassau.
Am 2. September 1814 brannte der Unterflecken vollständig ab. 51 Familien mit 243 Mitgliedern verloren Häuser, Vieh und Werkstätten. Baudirektor Friedrich Ludwig Schrumpf legte kurz nach dem Brand einen Entwurf zum Wiederaufbau des Unterdorfs mit breiteren und nach Möglichkeit rechtwinklig ausgerichteten Straßen und großen Abständen zwischen den Häusern und zum Friedhof vor. Es folgten Auseinandersetzungen mit den Einwohnern, die einen kostensparenden Wiederaufbau und weniger Verlust von Garten- und Ackerland durchsetzen wollten und damit den Vorgang verzögerten. Schrumpf musste seine Pläne schließlich ändern und am 24. Februar 1815 erfolgte die Verlosung der Baugrundstücke. Johann Georg Baldus überwachte die Arbeiten in seiner Funktion als Landvermesser und stellte zahlreiche Verstöße gegen die Bauvorschriften fest. Beim Wiederaufbau wurden die heutige Neustraße, die Adolfstraße und der Marktplatz an der Straße aus Willmenrod angelegt.
Am Abend des 22. Oktober 1819 brannte auch der Oberflecken weitgehend ab. Die Ringmauer machte Löscharbeiten nahezu unmöglich, so dass mit 77 Häusern, 25 Scheunen und 58 Ställen fast der gesamte Gebäudebestand abbrannte. Kirche, Rathaus und Schule blieben erhalten. Nach anfänglichen Überlegungen zur kompletten Verlegung des Oberfleckens entwarfen Landbaumeister Eberhard Philipp Wolff und Baldus einen neuen Stadtplan mit zwei parallelen Hauptstraßen außerhalb des alten Mauerrings in Richtung Nordosten und einer Querstraße. Dabei stützten sie sich auf Vorschläge des aus der Region stammenden baden-durlachschen Beamten Johann Jacob Reinhard und entwarfen für die Region ungewöhnliche Doppelhäuser und Doppelscheunen mit ebenfalls kaum bekannten Krüppelwalmdächern, die zur Einsparungen unter anderem durch den Verzicht auf Giebelwände beitragen sollten. Erneut gab es Proteste wegen der Überplanung von Gartenland, die in diesem Fall nicht verfingen. Am 19. November 1819 wurden die Grundstücke verlost. In den folgenden Monaten kam es aber zu Auseinandersetzungen wegen angeblich falsch vermessener Grundstücke, einer zu steilen Straßenführung und mehrerer Grundstückstausche. Dies führte dazu, dass die beiden Straßen, die heutige Wilhelmstraße und die Langgasse, nur annähernd parallel geführt wurden und zudem nicht gerade, sondern mit einem Knick. Auch die vorgeschlagenen Musterhäuser als Doppel- und Einzelhäuser stießen nur auf begrenzte Akzeptanz. Ähnlich war es mit der Steinbauweise, die die Regierung wegen der Brandgefahr und der Holznot propagierte. Auch der Bau von Brandmauern wurde nicht konsequent erzwungen, wohl aber der Verzicht auf Stroh als Dacheindeckung.

### Politische Zugehörigkeit
1866 annektierte Preußen Nassau und damit auch Westerburg. 1866 bis 1885 gehörte die Stadt zum Amt Rennerod und zum neu geschaffenen Oberwesterwaldkreis mit Sitz in Bad Marienberg. Die Kreisreform von 1885 brachte Westerburg wieder eine überörtliche Funktion, denn es wurde Sitz des gleichnamigen Kreises, der bis 1932 bestehen blieb. Bei der Kreisreform 1932 wurde der Oberwesterwaldkreis neu gegründet, dessen Sitz sich in Westerburg befand. 1974 vereinigten sich Ober- und Unterwesterwaldkreis zum Westerwaldkreis. Westerburg ist seit dieser Zeit keine Kreisstadt mehr.
Kirchlich war Westerburg dem Stift St. Severus Gemünden zugeordnet. Der spätromanische Turm der heute evangelischen Kirche könnte vom ersten Kirchenbau in der Siedlung neben der Burgkapelle stammen. Eine weitere Kapelle befand sich ab spätesten 1350 im Unterflecken. Vermutlich kurz nach 1560 wurde die Reformation in Westerburg eingeführt. Juden sind erstmals 1616 erwähnt. 1760 umfasste die jüdische Gemeinde 75 Personen mit einem Rabbiner, spätestens 1754 gab es eine jüdische Schule. Allgemeiner Schulunterricht ist erstmals für 1557 nachgewiesen. Später wurde die Schule zeitweise auch als Lateinschule geführt.
Die älteste Einwohnererhebung von 1540 weist 124 Abgabepflichtige aus. 86 Haushalte sind für das Jahr 1607 bezeugt, 39 für 1656. Im Jahr 1760 wurden 1144 Einwohner gezählt und 1807: 1245.

### Wirtschaftsstruktur
Zwar betrieben die meisten Einwohner im Mittelalter und der frühen Neuzeit begrenzt Garten- und Landwirtschaft, doch handelte es sich kaum um Ackerbürger. Vielmehr verfügte Westerburg über Lohgerber und Strumpfweber, die auch für den Fernhandel produzierten, sowie über seltene Gewerke wie Pfeilschmiede und Armbruster, die das weitere Umland bedienten. Darauf deuten auch die zahlreichen Krammärkte in der Stadt hin. Es bildeten sich in der vergleichsweise kleinen Stadt mehrere Zünfte: 1581 die der Bäcker, die sich 1657 mit den Bierbrauern zusammenschlossen, 1532 die der Wollweber und Tuchmacher (aufgelöst 1710), 1574 die Lohgerber und Schuhmacher, 1611 die Leinweber, spätestens 1658 jeweils die Schneider und die Krämer. Für die Wollweber ist für 1605 eine eigene „Westerburger Hall“ in Frankfurt am Main nachgewiesen. Außerdem sind mehrere Mühlen, eine Waldschmiede, ein Kalkofen (erwähnt 1537) und eine Ziegelhütte (erbaut 1612) belegt. Für 1438 ist ein Jahrmarkt nachgewiesen. Um 1594 entstand aus dem Kirchweihfest der Wallfahrtskapelle Unserer Lieben Frau in der Nähe der Stadt der Vitimarkt als Jahrmarkt.
Spätestens 1518 gab es ein Siechenhaus und vor 1697 einen Apotheker.

### Nationalsozialismus
Im Jahr 1942, zu Zeiten des Nationalsozialismus, wurden 20 jüdische Einwohner der Stadt verschleppt. Bis auf einen wurden sie alle ermordet. Jüngstes Opfer war der damals erst sechsjährige Rolf Simon Schaumburger, dessen Name die Hauptschule in Westerburg seit dem 9. November 2007 trug, bis sie im August 2010 mit der Geschwister-Scholl-Realschule zur „Realschule plus Westerburg“ zusammengelegt wurde.
Am 7. Juni 1969 wurden die drei bis dahin selbständigen Gemeinden Gershasen, Sainscheid und Wengenroth eingemeindet.

### Bundeswehr
Die Bundeswehr spielte seit den Nachkriegsjahren eine große wirtschaftliche Bedeutung für die Stadt Westerburg.

### Stadtteil Gershasen
Der heutige Stadtteil Gershasen wurde 1270 erstmals erwähnt. Kirchlich gehörte der Ort zum Kirchspiel Willmenrod. 1490 gab es im Ort zwölf Feuerstätten, 1590 15 Hausgesäße, 1603 28 Einwohner und 1644 drei Mann.
Eine wirtschaftsgeschichtliche Besonderheit stellt die einst große Anzahl von Backofenbauern in dar. Mit dem Verbot von Hausbackhöfen und der Verordnung von gemeinschaftlichen Backhäusern in vielen Territorien stieg im 17. und 18. Jahrhundert der Bedarf an spezialisierten Handwerkern zur Errichtung dieser Backhäuser. In Gershasen bildete sich ein Schwerpunkt der Backofenbauer, die in der Art von Wanderhandwerkern ihren Beruf weit über den Westerwald hinaus ausübten. Möglicherweise kamen die ersten Backofenbauer aus der Region um Wetzlar herum.
Hauptgrund für die Niederlassung in Gershasen dürfte das Vorkommen eines wesentlich aus Trachyt bestehenden Tuffgesteins im Südosten der Ortsgemarkung sowie in angrenzenden Gebieten der Gemeinden Sainscheid und Kölbingen gewesen sein. Dieser spezielle Tuff zeichnet sich durch seine geringe Härte und damit leichte Bearbeitbarkeit im feuchten Zustand, seine große Widerstandsfähigkeit gegen Hitze und Temperaturschwankungen sowie durch seine Wärmedämmeigenschaften aus. Wegen des geringen Gewichts eignet er sich darüber hinaus für den Bau von Backofen-Gewölben.
Für das Ende des 18. Jahrhunderts lassen sich drei auf den Backofenbau spezialisierte Familien im Ort nachweisen. In einem Register des Kirchspiels Willmenrod, zu dem Gershasen gehörte, sind im 19. Jahrhundert rund 50 Backofenbauer verzeichnet. In den 1880er Jahren sind 35 Backofenbauer dokumentiert, bei einer Einwohnerzahl von rund 250 Menschen. In dieser Zeit kamen die Gemeindebackhäuser zunehmend außer Gebrauch. Die Dienstleistungen der Backofenbauer wurden aber zunehmend von Bäckern in Anspruch genommen. Der Wechsel der Ofentechnik zu Konstruktionen aus Metall und Schamott und die Aufgabe zahlreicher ländlicher Bäckereien ließen das Handwerk in Gershasen in der ersten Hälfte des 20. Jahrhunderts deutlich zurückgehen. Der letzte selbstständige Backofenbauer starb 1980. An den verschwundenen Handwerkszweig erinnert vor Ort das Ofenbauermuseum Gershasen.

### Stadtteil Wengenroth
Der heutige Stadtteil bildete spätestens 1598 mit Nernhausen eine Gemeinde. Nernhausen wird erstmals 1466 erwähnt und befand sich rund 600 Meter nordöstlich von Wengenroth. 1794 wurde das Dorf nach Wengenroth wüst gelegt. 1760 sind 34 Einwohner in Nernhausen verbürgt.
1364 befand sich bei Wengenroth eine Tongrube. 1610 ist von einer Umzäunung von Wengenroth und Nernhausen die Rede. 1723 werden für Wengenroth ein Heimberger und ein Bürgermeister erwähnt und für 1812 eine Schule. Kurz nach 1800 wurde nahe dem früheren Nernhausen eine Mühle erbaut.
1590 werden für Wengenroth zwei Häuser genannt, 1617 sieben Häuser und 1656 zwei Haushalte, 1728 zusammen mit Nernhausen vier Häuser, 1760 72 Einwohner und 1809 187 Einwohner.

### Konfessionsstatistik
Mit Stand 30. Juni 2005 waren von den Einwohnern 34,3 % katholisch, 43,1 % evangelisch und 22,6 % waren konfessionslos oder gehörten einer anderen Glaubensgemeinschaft an. Der Anteil der Protestanten und Katholiken an der Gesamtbevölkerung ist seitdem gesunken. Ende Mai 2025 hatten 25,3 % der Einwohner die katholische Konfession und 28,8 % Einwohner die evangelische. 45,9 % gehörten anderen Glaubensgemeinschaften an, waren ohne Angabe oder konfessionslos.

### Einwohnerentwicklung
| Westerburg: Einwohnerzahlen von 2012 bis 2024 | Westerburg: Einwohnerzahlen von 2012 bis 2024 | Westerburg: Einwohnerzahlen von 2012 bis 2024 | Westerburg: Einwohnerzahlen von 2012 bis 2024 | Westerburg: Einwohnerzahlen von 2012 bis 2024 |
| --------------------------------------------- | --------------------------------------------- | --------------------------------------------- | --------------------------------------------- | --------------------------------------------- |
| Jahr                                          |                                               |                                               |                                               | Einwohner                                     |
| 2012                                          | 2012                                          |                                               | 5.623                                         | 5.623                                         |
| 2015                                          | 2015                                          |                                               | 5.670                                         | 5.670                                         |
| 2020                                          | 2020                                          |                                               | 5.739                                         | 5.739                                         |
| 2024                                          | 2024                                          |                                               | 6.002                                         | 6.002                                         |
| Quelle(n): statistik.rlp.de                   |                                               |                                               |                                               |                                               |

## Politik

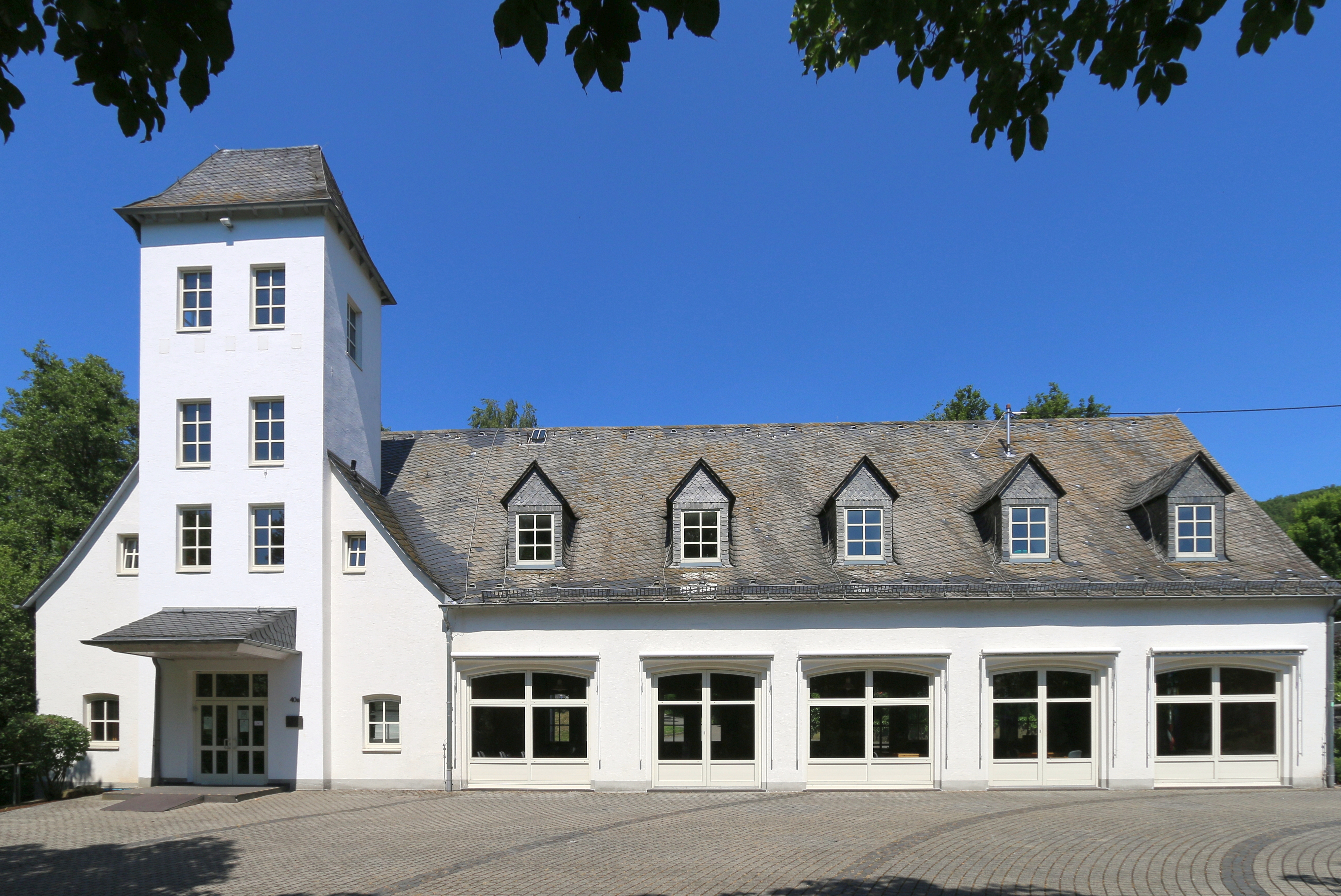
Ehemaliges Spritzenhaus, heute Ratssaal

### Stadtrat
Der Stadtrat in Westerburg besteht aus 22 Ratsmitgliedern, die bei der Kommunalwahl am 9. Juni 2024 in einer personalisierten Verhältniswahl gewählt wurden, und dem ehrenamtlichen Stadtbürgermeister als Vorsitzendem.
Die Sitzverteilung im Stadtrat:
| Wahl | SPD | CDU | Grüne | FDP | FWG * | WuB * | Gesamt   |
| ---- | --- | --- | ----- | --- | ----- | ----- | -------- |
| 2024 | 4   | 9   | 1     | 1   | 2     | 5     | 22 Sitze |
| 2019 | 4   | 10  | –     | –   | 2     | 6     | 22 Sitze |
| 2014 | 4   | 9   | –     | –   | 2     | 7     | 22 Sitze |
| 2009 | 4   | 11  | –     | –   | 2     | 5     | 22 Sitze |
| 2004 | 4   | 9   | –     | –   | 2     | 7     | 22 Sitze |

### Bürgermeister
Stadtbürgermeister von Westerburg ist Janick Pape (CDU). Bei der Direktwahl am 26. Mai 2019 wurde er mit einem Stimmenanteil von 55,32 % gewählt. Bei der Direktwahl am 9. Juni 2024 wurde er ohne Gegenkandidat mit 66,7 % der Stimmen im Amt bestätigt. Die Wahlbeteiligung lag bei 53,8 %. Pape ist Nachfolger von Ralf Seekatz (CDU), der das Amt seit 2007 ausübte und 2019 ins europäische Parlament gewählt wurde.

### Wappen
| Wappen von Westerburg | Blasonierung: „In Silber ein schwarzgefugter, roter, fünfzinniger Turm mit zweistufigem Sockel, silbernem Fenster, goldbeknauftem blauem Spitzdach, vorne begleitet von einem blauen Schildchen, darin ein linksblickender, goldbewehrter und goldbefangter, silberner Adler, hinten ein rotes Schildchen, darin ein durchgehendes goldenes Kreuz, bewinkelt oben mit zweimal fünf (2:1:2), unten mit zweimal vier (2:1:1) goldenen Kreuzchen.“ |
| Wappen von Westerburg | Wappenbegründung: Der Turm symbolisiert Schloss und Stadtbefestigung, das blaue Schildchen mit dem Silberadler entstammt dem Wappen des Hauses Leiningen, das rote Schildchen ist das Stammwappen der Herrschaft Westerburg. |

### Städtepartnerschaften
Partnerstädte von Westerburg sind das britische Daventry, das französische Le Cateau, das polnische Nowa Wieś Wielka sowie Grünstadt in der Pfalz.

## Wirtschaft
Das Westerburger Land liegt zwischen den Ballungsgebieten des Rhein-Main-Gebiets und des Raumes Köln-Düsseldorf-Ruhrgebiet.
Um die Wirtschaft abzusichern, hat die Kommune und der Verein für Handel, Handwerk, Industrie und Gewerbe e. V. Anfang 2005 die Arbeit an einem qualifizierten Standort-Marketing für Westerburg und das Westerburger Land aufgenommen, an dem alle Bereiche des wirtschaftlichen und des politischen Lebens der Stadt und ihres Umlandes beteiligt werden.

## Infrastruktur

### Verkehr

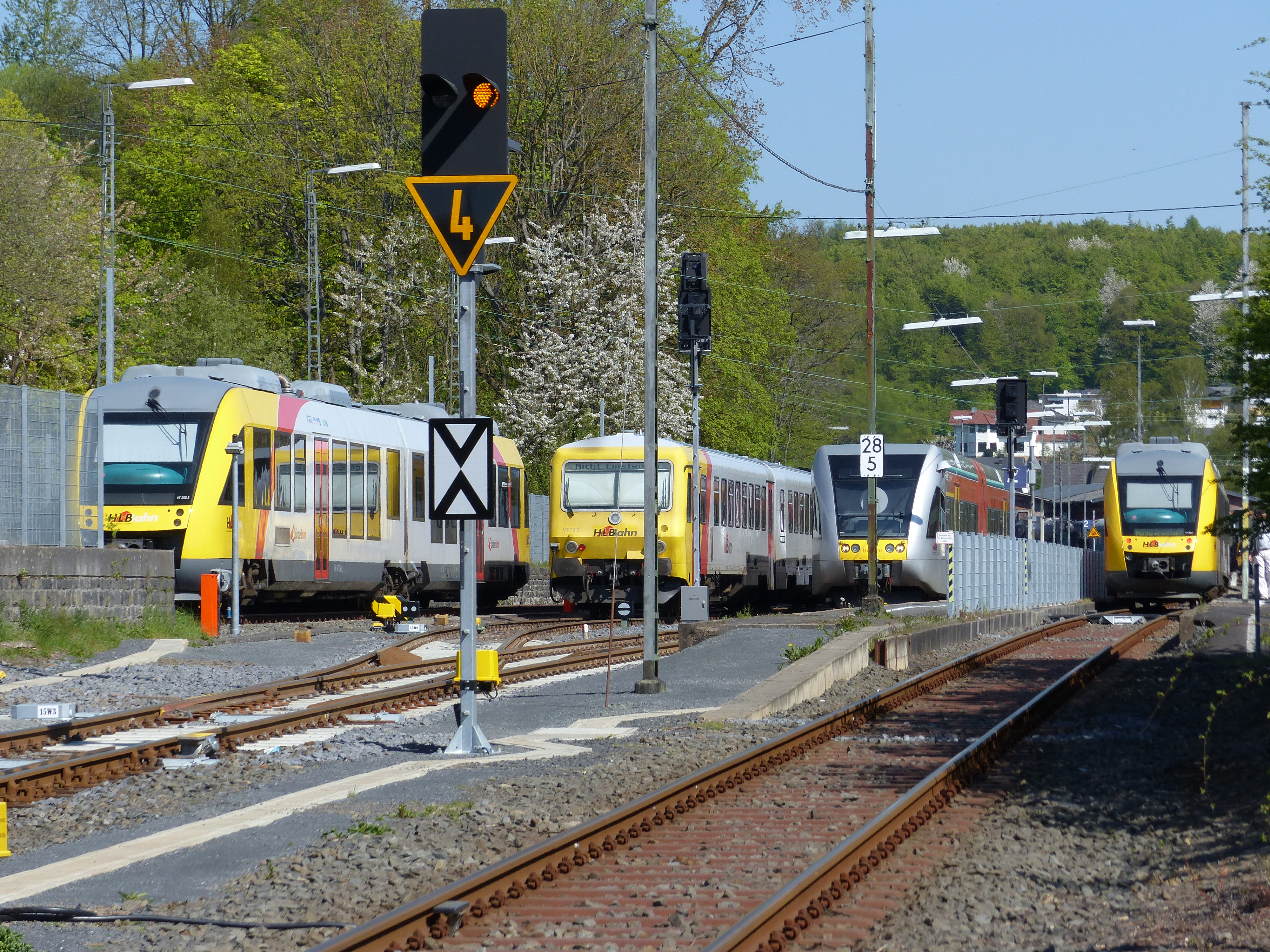
Bahnhof Westerburg

Der Bahnhof Westerburg liegt an der Bahnstrecke Limburg–Altenkirchen, auf der die Züge der Linie RB 90 Westerwald-Sieg-Bahn der Hessischen Landesbahn, Bereich Dreiländerbahn, nach dem Rheinland-Pfalz-Takt täglich im Stundentakt von Limburg (Lahn) nach Kreuztal verkehren.
Bis zum 31. Mai 1981 lag Westerburg an der Westerwaldquerbahn (Herborn-Montabaur), die dann stillgelegt und zum Teil abgebaut wurde.
Am Bahnhof Au (Sieg) besteht Anschluss an die Züge des RE 9 (Aachen–Siegen), sowie zu den Linien S12 (Au(Sieg) – Köln – Horrem) und S19 (Au(Sieg) – Köln – Horrem – Düren).
Am Bahnhof Limburg (Lahn) besteht Anschluss zu Regionalzügen in Richtung Frankfurt, Wiesbaden, Gießen/Fulda, Montabaur/Siershahn sowie Koblenz/Mayen.
Die Entfernung zu den Autobahnen A 3 (Köln–Frankfurt am Main), A 45 (Dortmund–Gießen) sowie A 48 (Montabaur–Trier) beträgt jeweils rund 20 Kilometer.

### Bildung
Westerburg ist Schulstandort mit allen Schularten.
Folgende Bildungseinrichtungen sind hier ansässig:
- Konrad-Adenauer-Gymnasium
- „Realschule plus am Schlossberg Westerburg“ (im August 2010 aus den vorher eigenständigen Schulen „Geschwister-Scholl-Realschule“ und „Rolf-Simon-Schaumburger-Hauptschule“ neu gebildet)
- Regenbogenschule (Grundschule)
- Freie Montessorischule Westerwald (Grundschule und Realschule plus)
- Berufsbildende Schule mit angegliedertem Wirtschafts- und Technikgymnasium
- Friedrich-Schweizer-Schule (Förderschule für Lernbehinderte)
- Adolf-Reichwein-Studienseminar für Lehramt an Grund- und Hauptschulen
- Volkshochschule Westerburg

### Sport
An Sportstätten gibt es das Westerwaldstadion und das Schulsportstadion, Kampfbahn Typ B mit Rasen-Großspielfeld, Kunststoff-Rundbahn und ergänzende wettkampfgerechte Anlagen für die Leichtathletik. Dieses war während der Vorrunde der Fußball-Weltmeisterschaft 2006 Trainingsstätte der Tschechischen Fußballnationalmannschaft, die in einem Sporthotel am in der Verbandsgemeinde Westerburg gelegenen Wiesensee residierte.
Des Weiteren verfügt Westerburg über ein beheiztes Freibad mit Liegewiese. Dieses wird von einem privaten Verein betrieben und ist in den Sommermonaten (etwa von Mai bis September) geöffnet.

## Sehenswürdigkeiten
- Schloss Westerburg (Westerwald)
- Liebfrauenkirche

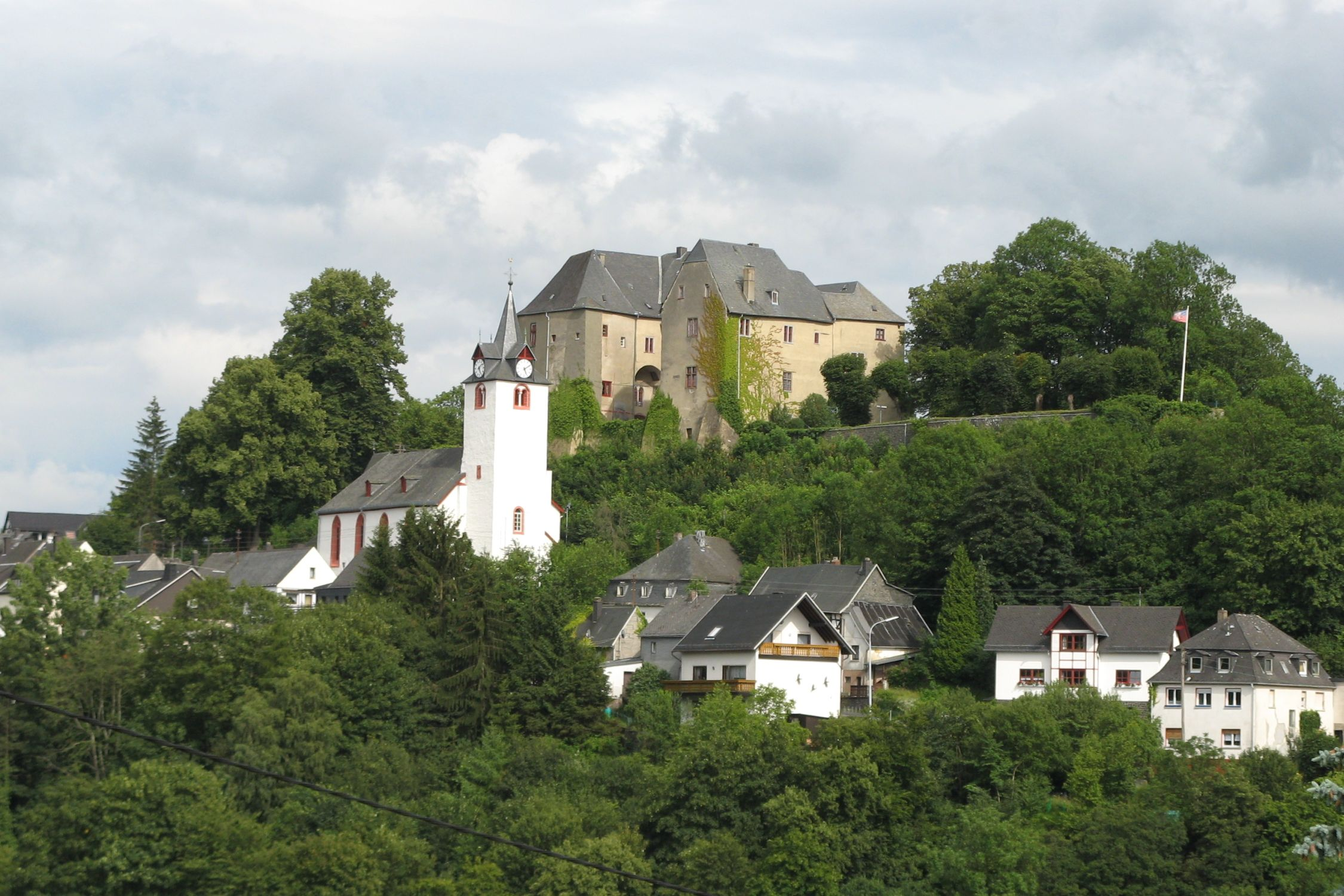
Westerburger Schlossberg mit Schloss und evangelischer Schlosskirche

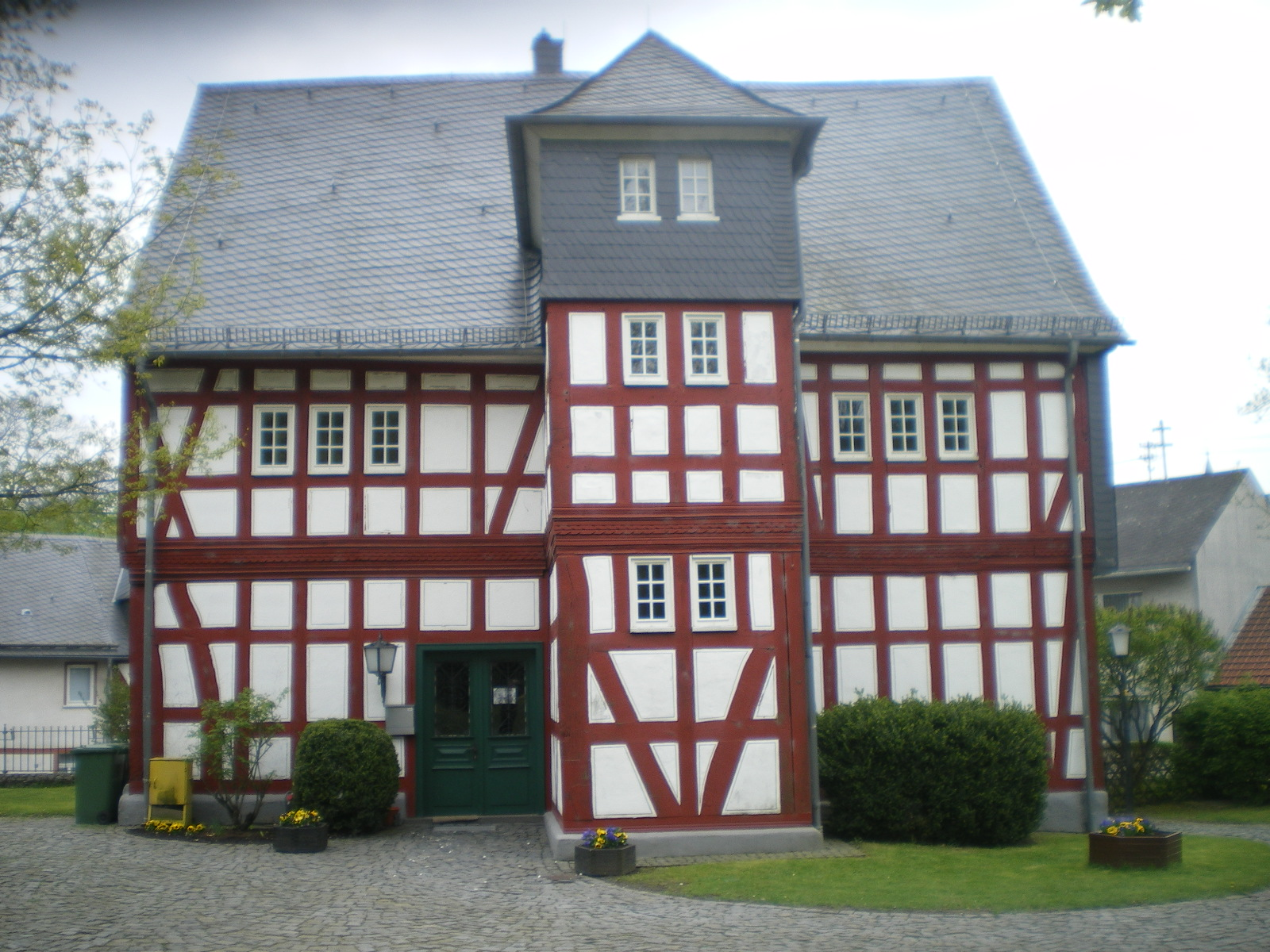
Burgmannenhaus

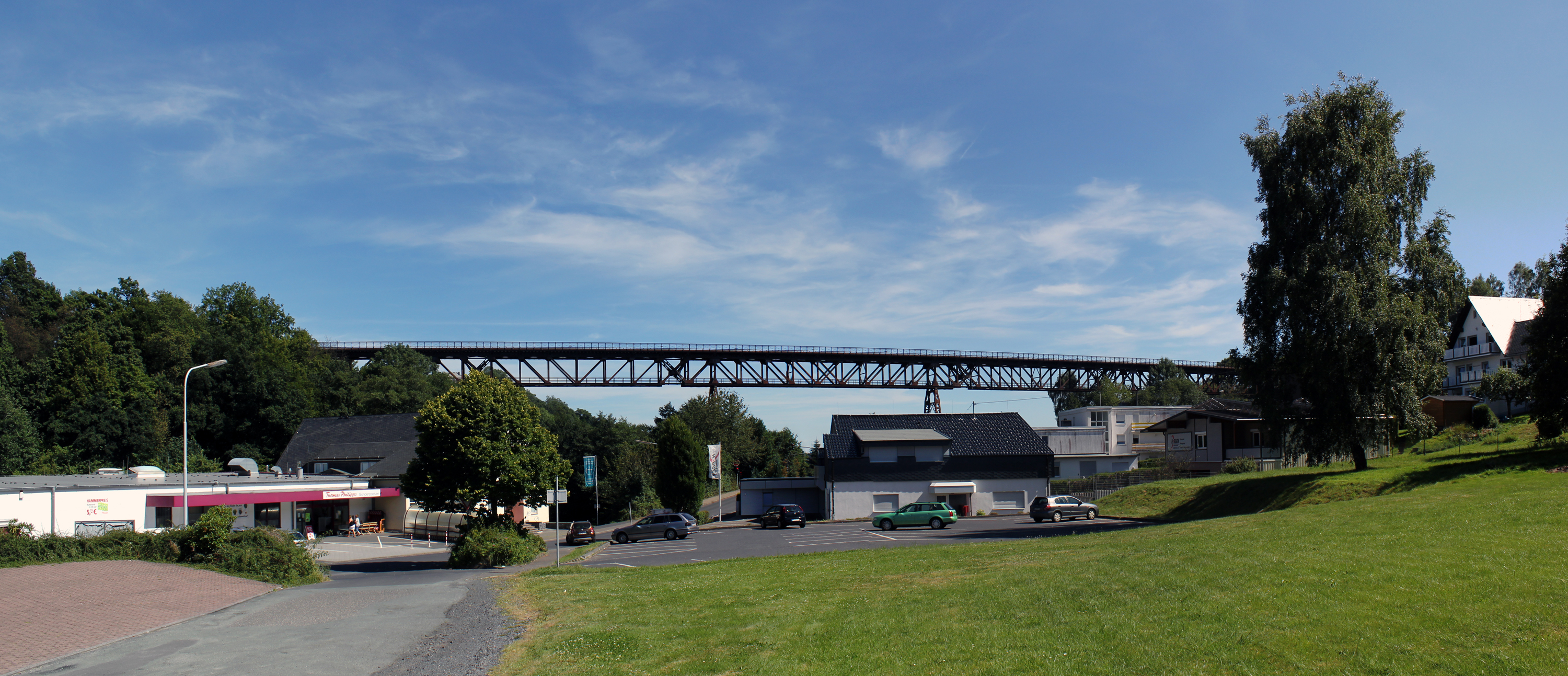
Das Stahlträgerviadukt der 1906 errichteten Hülsbachtalbrücke in Westerburg im August 2012

- Die Eisenbahnbrücke Hülsbachtalbrücke, eine 1906 errichtete Stahlträgerbrücke, die 1985 unter Denkmalschutz gestellt worden ist[17]
- Trachtenmuseum im alten Rathaus von Westerburg[18]
- Erlebnisbahnhof Westerwald, mit der in Deutschland einzigartigen Ausstellung von Industrielokomotiven der Bundeswehr[19]
- Eisenbahnplakat-Museum
- Alte Landratsvilla, die unter Denkmalschutz steht und in den letzten Jahren großzügig renoviert wurde
- Burgmannenhaus, das heute als Standesamt dient
- Siehe auch Liste der Kulturdenkmäler in Westerburg

## Persönlichkeiten

### In Westerburg geboren
- Heinrich Ernst Ludwig von Leiningen-Westerburg-Neuleiningen (1752–1799), Graf von Leiningen, kurpfalz-bayerischer Kavallerieoffizier
- Carl Ferger (1818–1879), Bürgermeister und Mitglied der Zweiten Kammer der Landstände des Herzogtums Nassau
- Heinrich Ferger (1847–1917), Hotelier, Bürgermeister und Mitglied des Provinziallandtages der Provinz Hessen-Nassau
- Joachim von der Goltz (1892–1972), Jurist, Landwirt und Schriftsteller
- Gerhard Krempel (* 1931), Jurist und Politiker (CDU)
- Christoph Kehr (* 1963), römisch-katholischer Ordenspriester und Prior der deutschen Provinz des Deutschen Ordens
- Klaus Fischer (* 1968), Biologe und Professor für Zoologie an der Universität Koblenz-Landau
- Boris Büchler (* 1969), Sportreporter und Filmemacher

### Mit Westerburg verbunden
- Seraphine Franziska zu Leiningen-Westerburg-Neuleiningen (1810–1874), Gräfin, Standesherrin, Mitglied der Ersten Kammer der Landstände des Herzogtums Nassau, lebte auf der Westerburg.
- Torgen Schneider (* 1964), Moderator und Journalist, Abitur 1984 in Westerburg
- Karsten Thielker (1965–2020), Journalist, Fotojournalist und Pulitzer-Preisträger, Abitur 1984 in Westerburg[20]